# Biblia de Gutenberg de Pelplin
La Biblia de Gutenberg de Pelplin es una copia impresa en dos tomos de la célebre Biblia original editada por el impresor alemán que se encuentra ubicada en la Biblioteka Seminarium Duchownego, un seminario teológico en la ciudad polaca de Pelplin.

## La obra
Es un incunable de los escasos cincuenta ejemplares que se conservan de los alrededor de 180 Biblias de 42 líneas que realizó Gutenberg en la década de 1450, dando inicio a la impresión en serie de Tipos móviles, es decir, no por métodos manuales. Otras copias famosas son la de la Biblioteca del Congreso estadounidense, la de la Biblioteca Nacional de Francia y la de la Biblioteca Británica, las tres copias más perfectas impresas en vitela.
La obra  custodiada en Pelplin se realizó en torno a 1453 sobre papel, (sobre pergamino solo hay unas pocas), siendo su encuadernación la original en piel de cabra, de cuero rojo y se encuentra incompleta a día de hoy. Se reconoce por una marca de los tipos característica del impresor. La iluminación de la obra fue posterior a la impresión, como era habitual en la época.

## Medio siglo de traslados

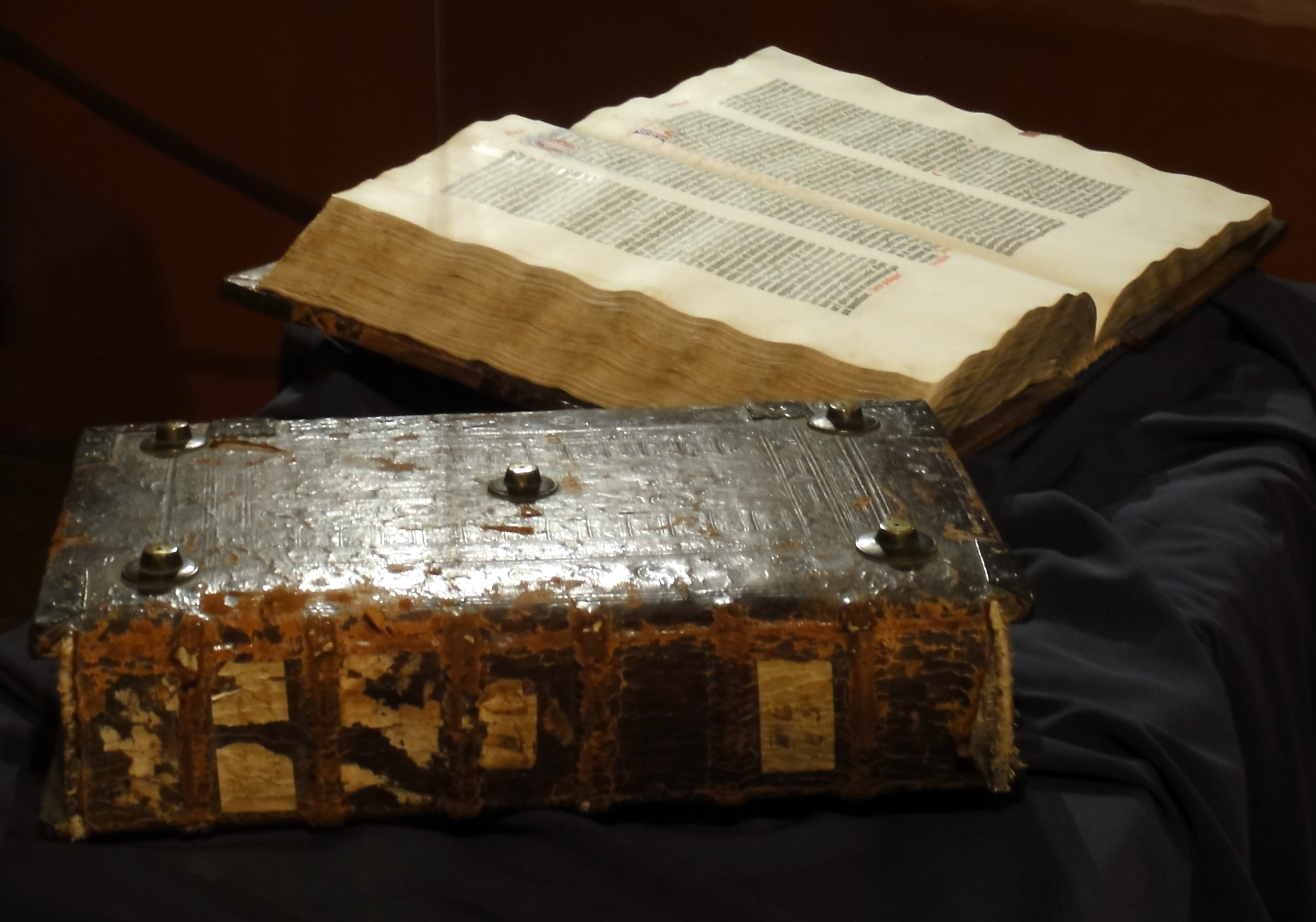
Biblia de Gutenberg de Pelplin

A finales de los años 30 del siglo XX perteneció a la colección de la Bibliothèque Polonaise de París, ubicada en un edificio del siglo XVII ubicado en la Isla de San Luis, en la capital francesa. Procedía de Pelplin donde se hallaba en 1931 pero la invasión nazi de 1939 hizo que se trasladara junto a otros libros de la Biblioteca Nacional de Varsovia de contrabando en un carguero de grano francés, y tras la caída de París en 1940, nuevamente trasladada a Gran Bretaña. Posteriormente, después de la Segunda Guerra Mundial, permaneció en el Museo de la Provincia de Quebec (Canadá) en los años 50, desde donde regresó a Polonia.
Está catalogada con el número 28 en el trabajo de documentación que en 1985 realizó Ilona Hubay.